# Thomas Joannes Stieltjes
Thomas Joannes Stieltjes (Zwolle, 29 de diciembre de 1856 - Toulouse, 31 de diciembre de 1894) fue un matemático holandés del siglo XIX quien trabajó en numerosas contribuciones, a saber: la cuadratura de Gauss, polinomios ortogonales, fracción continua, entre otras. Es conocido por la integral de Riemann-Stieltjes y la integral de Lebesgue-Stieltjes. Graduado de l'École Normale Supérieure Paris en 1886, fue alumno de los matemáticos franceses Charles Hermite y Jean Gaston Darboux.

## Biografía
Stieltjes nació en Zwolle el 29 de diciembre de 1856. Su padre (que tenía los mismos nombres) era ingeniero civil y político. Stieltjes Senior fue responsable de la construcción de varios puertos alrededor de Róterdam, y también sentó el parlamento holandés. Stieltjes Jr. fue a la universidad en la Escuela Politécnica de Delft en 1873. En lugar de asistir a conferencias, pasó sus años de estudiante leyendo las obras de Gauss y Jacobi, por lo que no aprobó sus exámenes. Hubo 2 fracasos más (en 1875 y 1876), y su padre se desesperó. Su padre era amigo de H. G. van de Sande Bakhuyzen (quien era el director de la Universidad de Leiden), y Stieltjes Jr. pudo conseguir un trabajo como asistente en el Observatorio de Leiden.
Poco después, Stieltjes comenzó a escribirse con Charles Hermite, lo que duró el resto de su vida. Stieltjes originalmente escribió a Hermite sobre mecánica celeste, pero el tema rápidamente se encaminó a las matemáticas y comenzó a dedicar su tiempo libre a la investigación matemática.
El director del Observatorio de Leiden, van de Sande-Bakhuyzen, respondió rápidamente a la solicitud de Stieltjes el 1 de enero de 1883 para detener su trabajo de observación para permitirle trabajar más en temas matemáticos. En 1883, también se casó con Elizabeth Intveld en mayo. Ella también lo alentó a pasar de la astronomía a las matemáticas. Y en septiembre, se le pidió a Stieltjes que sustituyera a F.J. van den Berg en la Universidad Técnica de Delft. Desde entonces hasta diciembre de ese año, dio conferencias sobre geometría analítica y sobre geometría descriptiva. Renunció a su puesto en el observatorio a finales de ese año.
En 1884, Stieltjes solicitó un puesto en Groninga. Inicialmente fue aceptado, pero al final fue rechazado por el Departamento de Educación, ya que carecía de los diplomas requeridos. En 1884, Hermite y el profesor David Bierens de Haan organizaron un doctorado honorario para ser otorgado a Stieltjes por la Universidad de Leiden, lo que le permitió convertirse en profesor. En 1885, fue nombrado miembro de la Real Academia Holandesa de Ciencias, al año siguiente se convirtió en miembro extranjero. En 1889, fue nombrado profesor de cálculo diferencial e integral en la Universidad de Toulouse.
- Esta obra contiene una traducción  derivada de «Thomas Joannes Stieltjes» de Wikipedia en inglés, concretamente de esta versión, publicada por sus editores bajo la Licencia de documentación libre de GNU y la Licencia Creative Commons Atribución-CompartirIgual 4.0 Internacional.

- Datos: Q510916
- Multimedia: Thomas Joannes Stieltjes jr. / Q510916